# Tülallar
Tülallar è un comune dell'Azerbaigian situato nel distretto di Göygöl. Conta una popolazione di 207 abitanti.